# Maureen Gardner
Maureen Angela Jane Gardner, po mężu Dyson (ur. 12 listopada 1928 w Oksfordzie, zm. 2 września 1974 w North Stoneham) – brytyjska lekkoatletka, specjalistka biegów płotkarskich, medalistka olimpijska z 1948 z Londynu, nauczycielka baletu.
Zajęła 5. miejsce w finale biegu na 100 metrów oraz 4. miejsce w sztafecie 4 × 100 metrów na mistrzostwach Europy w 1946 w Oslo.
Na igrzyskach olimpijskich w 1948 w Londynie zdobyła srebrny medal w biegu na 80 metrów przez płotki, przegrywając minimalnie z Holenderką Fanny Blankers-Koen. Zajęła również 4. miejsce w sztafecie 4 × 100 metrów.
Zdobyła srebrny medal w biegu na 80 metrów przez płotki na mistrzostwach Europy w 1950 w Brukseli, również za Fanny Blankers-Koen.
Maureen Gardner była kilkakrotną rekordzistką Wielkiej Brytanii na tym dystansie do wyniku 11,2 s osiągniętego na igrzyskach olimpijskich w 1948.
Była mistrzynią Wielkiej Brytanii w biegu na 80 metrów przez płotki w 1947, 1948, 1950 i 1951.
Równolegle z karierą lekkoatletyczną rozpoczęła zakładanie i prowadzenie szkół baletowych. Prowadziła je w Wielkiej Brytanii i w Kanadzie. Na dwa lata przed śmiercią została głównym egzaminatorem w Królewskiej Akademii Tańca. Zmarła na raka.